# Rokosz
Polský výraz rokosz (čti: rokoš) původně označoval shromáždění polské szlachty ke svolání sejmu. Výraz si polština vypůjčila z uherského prostředí, kde se podobná shromáždění konala na poli zvaném Rákos (čti Rakoš).
Postupem času "rokosz" znamenal ozbrojené, pololegální, povstání polsko-litevské szlachty proti králi, ve jménu obrany ohrožení svých svobod. Šlechtici, kteří se sjeli na rokosz vytvořili "konfederaci".
Institut rokosze ve svém pozdějším smyslu vychází ze středověkého práva na odpor vůči královské moci. Rokosz odvozuje svoji autoritu z práva odmítnutí uposlechnutí krále, jak bylo artikulováno v Mielnickém privileji (przywilej mielnicki, podepsaný 23. října 1501) a později v Jindřichovských článcích z roku 1573.
Dva z nejznámějších rokoszů se odehrály v 17. století (Zebrzydowského povstání) a v 16. století (Kohoutí válka).

## Podobá hesla
- Zlaté svobody
- Lubomirského rokosz